# Álvaro Ballarín
Álvaro César Ballarín Valcárcel (n. 1962) es un político español del Partido Popular (PP), concejal del Ayuntamiento de Madrid entre 2007 y 2015 y diputado de la x legislatura de la Asamblea de Madrid.

## Biografía
Nacido el 18 de septiembre de 1962 en la ciudad africana de Melilla, se licenció en Derecho y en Empresariales.
Nombrado en noviembre de 2003, coincidiendo con la llegada a la presidencia de la Comunidad de Madrid de Esperanza Aguirre, director general de Archivos, Museos y Bibliotecas de la Comunidad de Madrid, cesó en junio de 2007.
Elegido concejal del Ayuntamiento de Madrid en las elecciones municipales de mayo de 2007 (y reelegido en las de en las de 2011), fue nombrado para el cargo de concejal-presidente del distrito de Moncloa-Aravaca por Alberto Ruiz-Gallardón, y fue mantenido en este por Ana Botella.
Amigo de Francisco Nicolás Gómez Iglesias, «el Pequeño Nicolás», recibió apoyo de este en su campaña para la presidencia del PP en el distrito de Moncloa-Aravaca, que le enfrentó en 2013 a José Carril. Ballarín es conocido entre sus compañeros y rivales como «El corcho».
Dejó el Ayuntamiento en 2015, al ser elegido diputado de la x legislatura de la Asamblea de Madrid, en las elecciones autonómicas de 2015, en las que se presentó como el número 7 de la lista del PP encabezada por Cristina Cifuentes. Ballarín, que entonces se encontraba imputado por presunta prevaricación, falsedad en documento y desobediencia de sentencia judicial, fue el encargado de elaborar el programa y el código ético para la campaña de Cifuentes. Cesó como diputado en septiembre de 2017, cuando fue nombrado viceconsejero de Cultura, Turismo y Deporte del gobierno regional.